# Copa del Rei de futbol 2019-20
La Copa del Rei de Futbol 2019-20 fou l'edició número 116 de la Copa del Rei, que estrenava un nou format.
Hi participaren un total de 116 equips, integrats pels 42 equips de Primera i Segona, 28 de Segona B i 32 de Tercera, llevat dels equips filials d'altres clubs independentment de la categoria. Per primera vegada a més, hi participaren els quatre semifinalistes de la Copa Federació, i deu equips de les primeres divisions regionals, equivalents a la cinquena categoria del futbol espanyol.
En un principi els guanyadors haurien hagut de tenir plaça per a la fase de grups de la Lliga Europa de la UEFA 2020–21, però a causa de l'ajornament per la pandèmia de coronavirus, la plaça va passar al 7è classificat de la lliga.

## Nou format
L'Assemblea General Extraordinària de la RFEF, la qual presidia Luis Rubiales, va aprovar un nou format per a la Copa del Rei que s'estrenaria per a la temporada 2019-2020. En el nou model participaran un total de 116 equips dividits en les següents categories:
- 20 equips de Primera Divisió. Els quatre classificats per a la Supercopa d'Espanya, entraran a la tercera ronda eliminatòria (setzens de final).
- 22 equips de Segona Divisió.
- 28 equips de Segona Divisió B. Els set primers classificats per cada grup, que correrien en cas que es trobin entre ells equips filials o dependents.
- 32 equips de Tercera Divisió. Es classificaran els 18 campions, així com els 14 subcampions amb millor coeficient de cada grup.
- 4 equips semifinalistes de la Copa RFEF. Aquesta competició es disputarà en els mesos de setembre, octubre i novembre. Per tant, els quatre semifinalistes, que es classificarien per a la Copa del Rei, es coneixerien abans de la primera eliminatòria del torneig del k.o. (18 de desembre). No podria haver coincidència, com en el cas del Mirandés aquesta temporada, perquè els clubs ja classificats a final del curs anterior no participarien en la Copa Federació.[3]
- 10 equips de les primeres divisions regionals. Sortiran resultants d'una eliminatòria prèvia entre els campions de cadascuna de les vint federacions territorials.

Per accedir a la final, es disputaren sis rondes eliminatòries, totes elles a partit únic a excepció de les semifinals, que es disputaren en format d'anada i tornada. A la primera ronda eliminatòria, on s'aplicaran criteris de proximitat geogràfica per al sorteig, els 10 equips procedents de la Prèvia Interterritorial s'emparellaran amb 10 de primera divisió. Els 28 equips restants de Primera i Segona Divisió s'emparellaran amb els 4 procedents de la Copa RFEF, els 22 que competiran a Tercera divisió i dues de Segona Divisió B. La resta d'equips de Segona Divisió B s'enfrontaran entre si. Queden exempts els equips participants de la Supercopa. Es jugaran un total de 56 partits, amb 112 equips participants, amb data el 18 de desembre de 2019. Els guanyadors accediran a la Segona ronda.
Els partits en què participi almenys un club professional, hauran de disputar-se en superfície de gespa natural. Tots els partits es disputaran en camp de l'equip de menor categoria. En cas de la mateixa categoria serà a sorteig pur, al camp del primer equip que surti en el sorteig.

## Calendari i format
El 29 d'abril de 2019, l'assemblea de la Reial Federació Espanyola de Futbol va aprovar el nou format de competició, ampliant la competició a 125 equips i passant a ser totes les rondes a partit únic excepte les semifinals que es jugaran a doble partit.
La RFEF va confirmar les dates el 31 de juliol de 2019.
| Ronda                   | Sorteig                | Dates                     | Eliminatòries | Equips   | Detalls |
| ----------------------- | ---------------------- | ------------------------- | ------------- | -------- | --- |
| Prèvia Interterritorial | 17 d'octubre de 2019   | 13 de novembre de 2019    | 10            | 121→111  | Incorporacions: Participen els equips provinents de les primeres divisions territorials. Format del sorteig: Els equips s'aparellen entre ells tenint en compte la proximitat territorial Equip local: Segons el sorteig Tipus d'eliminatoria: Partit únic |
| Primera ronda           | 17 de novembre de 2019 | 17-19 de desembre de 2019 | 55            | 111 → 56 | Incorporacions: Tots els equips participants restants excepte els quatre participants de la Supercopa d'Espanya 2020. Formato del sorteo: Els equips de LaLiga (primera i segona divisió) s'enfronten amb els equips de Tercera Divisió y Divisions Regionals. Els quatre restants se enfronten amb equips de Segona Divisió B. Un equip quedarà exclòs. Equip local: Equip de menys categoria, o segons el sorteig si son de la mateixa categoria Tipus d'eliminatoria: Partit únic |
| Segona ronda            | 20 de desembre de 2019 | 12 de gener de 2020       | 28            | 56 → 28  | Format del sorteig: Els equips de menor categoria s'enfronten amb els equips de LaLiga (primera y segona divisió). Equip local: Equip de menys categoria, o según sorteo se si són de la misma categoría Tipus d'eliminatoria: Partit únic |
| Setzens de final        | 14 de gener de 2020    | 22 de gener de 2020       | 16            | 32 → 16  | Incorporacions: Els quatre equips participants de la Supercopa d'Espanya 2020. Format del sorteig: Sense restriccions Equipo local: Equip de menys categoria, o segons el sorteig si són de la mateixa categoria Tipus d'eliminatoria: Partit únic |
| Vuitens de final        | ---                    | 29 de gener de 2020       | 8             | 16 → 8   | Format del sorteig: Sense restriccions Equip local: Equip de menys categoria, o segons el sorteig si són de la mateixa categoria Tipus d'eliminatoria: Partit únic |
| Quarts de final         | ---                    | 5 de febrer de 2020       | 4             | 8 → 4    | Format del sorteig: Sense restriccions Equip local: Equip de menys categoria, o segons el sorteig si són de la mateixa categoria Tipus d'eliminatoria: Partit únic |
| Semifinal               | ---                    | 12 de febrer de 2020      | 2             | 4 → 2    | Format del sorteig: Sense restriccions Equip local: Segons el sorteig Tipus d'eliminatoria: Doble partit |
| Semifinal               | ---                    | 4 de març de 2020         | 2             | 4 → 2    | Format del sorteig: Sense restriccions Equip local: Segons el sorteig Tipus d'eliminatoria: Doble partit |
| Final                   | ---                    | 18 d'abril de 2020        | 1             | 2 → 1    | Partit únic, amb seu neutral a decidir per la RFEF. Clasificació para la UEFA Europa League: el campió es classifica per la fase de grups |

## Participants
Participaran els vint equips de Primera, vint-i-un de Segona (el Reus Deportiu en queda exclòs), vint-i-vuit de Segona B, trenta-dos de Tercera de l'anterior temporada, els quatre semifinalistes de la Copa RFEF i 10 equips de la màxima categoria territorial. S'indica amb (S) els equips que participen a la Supercopa d'Espanya 2019 i, per tant, s'incorporen directament als setzens de final.
| 1a Divisió (20 equips) | 2a Divisió (21 equips) | 2a Divisió "B" (28 equips) | 3a Divisió (32 equips) | Copa RFEF (4 equips)                             | Lligues Territorials (10 equips)                                                                                        |
| --- | --- | --- | --- | ------------------------------------------------ | --- |
| FC BarcelonaS At MadridS R MadridS València CFS Getafe CF Sevilla FC RCD Espanyol Athletic Club Reial Societat Reial Betis Deportivo Alavés SD Eibar CD Leganés Vila-real CF Llevant UE R Valladolid CF RC Celta Girona FC SD Huesca Rayo Vallecano | CA Osasuna Granada CF Málaga CF Albacete Balompié RCD Mallorca RC Deportivo Cadis CF R Oviedo R Sporting UD Almería Elx CF UD Las Palmas Extremadura UD AD Alcorcón R Zaragoza CD Tenerife CD Numancia CD Lugo Córdoba CF CF Rayo Majadahonda Club Gimnàstic | - Grup I CF Fuenlabrada SD Ponferradina Cultural Leonesa Pontevedra CF CD Guijuelo UD San Sebastián Reyes Unionistas CF - Grup II R Racing Club UD Logroñés C Haro Deportivo CD Mirandés Barakaldo CF SD Leioa SD Amorebieta UP Langreo - Grup III CE Atlètic Balears Hércules CF UE Cornellá C Lleida Esportiu CF Badalona CD Ebro UE Olot - Grup IV RC Recreativo FC Cartagena UD Melilla CD Badajoz UCAM Murcia CF UD Ibiza-Eivissa Marbella FC | - Grup I Racing Club de Ferrol Bergantiños CF - Grup II CD Lealtad C Marino de Luanco - Grup III UM Escobedo CD Laredo - Grup IV Club Portugalete Sestao River Club - Grup V UE Llagostera CE L'Hospitalet - Grup VI Oriola CF CF La Nucía - Grup VII Las Rozas CF - Grup VIII Zamora CF Gimnástica Segoviana - Grup IX R Jaén CF Linares Deportivo - Grup X AD Ceuta FC - Grup XI SCR Peña Deportiva - Grup XII UD Tamaraceite CD Mensajero - Grup XIII Yeclano Deportivo CF Lorca Deportiva - Grup XIV AD Mérida CP Cacereño - Grup XV Peña Sport FC - Grup XVI SD Logroñés - Grup XVII SD Tarazona CF Illueca - Grup XVIII UD Socuéllamos CF Villarrubia CF | CE Castelló Coruxo CF CD Tudelano Real Murcia CF | CA Antoniano FC Andorra CD Becerril CF Intercity CD El Álamo Comillas CF Melilla CD CDP Azagresa Tolosa CF El Palmar CF |

## Playoffs per la Prèvia Interterritorial
En algunes de la federacions territorials es varen disputar uns Playoffs per accedir a la Prèvia interterritorial.
| Equip 1         | Global      | Equip 2     | Anada | Tornada |
| --------------- | ----------- | ----------- | ----- | ------- |
| CF Trujillo     | 1–3         | A. D. Lobón | 1–0   | 0–3     |
| CD Pedroñeras   | 3–0         | CD Illescas | 3–0   | 0–0     |
| UD Gran Tarajal | 3–3 (4-3 p) | CD Vera     |       |         |

## Prèvia Interterritorial
En aquesta ronda prèvia, celebrada el 13 de novembre de 2019, hi van participar els campions de cadascuna de les vint federacions territorials, aparellades per criteris de proximitat geogràfica, en un sorteig celebrat el 17 d'octubre de 2019.
| Local            | Marcador    | Visitant            |
| ---------------- | ----------- | ------------------- |
| Tolosa CF        | 1–0         | CD Pontellas        |
| CD Becerril      | 1–0         | Urraca CF           |
| Comillas CF      | 1–1 (3-2 p) | CD Barquereño       |
| FC Andorra       | 3–0         | CE Andratx          |
| UD Fraga         | 0–1         | CD Peña Azagresa    |
| CA Antoniano     | 2–0         | Atlético Porcuna CF |
| CB Ramón y Cajal | 1–2         | El Palmar CF        |
| Melilla CD       | 1–0 (prò.)  | AD Lobón            |
| CD El Álamo      | 2–1         | CD Pedroñeras       |
| CF Intercity     | 3–0         | UD Gran Tarajal     |

## Primera ronda
| Local                         | Marcador    | Visitant             |
| ----------------------------- | ----------- | -------------------- |
| Yeclano Deportivo             | Exclòs      |                      |
| CF Intercity                  | 0–3         | Athletic Club        |
| Melilla CD                    | 0–5         | Llevant UE           |
| CD Peña Azagresa              | 0–2         | RC Celta             |
| El Palmar CF                  | 1–2         | Getafe CF            |
| CD Becerril                   | 0–8         | Reial Societat       |
| Comillas CF                   | 0–5         | Vila-real CF         |
| CA Antoniano                  | 0–4         | Reial Betis          |
| Tolosa CF                     | 0–3         | R. Valladolid        |
| CD El Álamo                   | 0–1         | RCD Mallorca         |
| FC Andorra                    | 1–1 (5-6 p) | CD Leganés           |
| Gimnástica Segoviana          | 0–2         | Elx CF               |
| CD Tudelano                   | 0–1         | Albacete Balompié    |
| Bergantiños CF                | 0–1         | Sevilla FC           |
| CE Castelló                   | 0–2         | UD Las Palmas        |
| Coruxo FC                     | 4–5 (prò.)  | CD Mirandés          |
| CF Lorca Deportiva            | 0–3         | CA Osasuna           |
| CP Cacereño                   | 1–0         | AD Alcorcón          |
| Linares Deportivo             | 1–2         | Girona FC            |
| Real Jaén CF                  | 3–1         | Deportivo Alavés     |
| Zamora CF                     | 2–1         | Sporting de Gijón    |
| UD Socuéllamos CF             | 0–1         | Reial Saragossa      |
| CD Mensajero                  | 0–3         | CD Tenerife          |
| CD Laredo                     | 0–1         | SD Huesca            |
| SD Logroñés                   | 0–5         | SD Eibar             |
| CD Lealtad                    | 0–1         | Cadis CF             |
| AD Ceuta FC                   | 1–1 (3-2 p) | CD Numancia          |
| SD Tarazona                   | 0–1 (prò.)  | Rayo Vallecano       |
| CE L'Hospitalet               | 2–3 (prò.)  | Granada CF           |
| Real Murcia CF                | 1–0         | Racing de Santander  |
| Club Portugalete              | 1–0         | Extremadura U. D.    |
| Peña Sport FC                 | 0–1 (prò.)  | CF Fuenlabrada       |
| Sestao River                  | 1–1 (6-5 p) | CD Lugo              |
| CF Illueca                    | 0–2         | Deportivo La Coruña  |
| UM Escobedo                   | 2–0         | Málaga CF            |
| UD Tamaraceite                | 3–2 (prò.)  | UD Almería           |
| Lleida Esportiu               | 0–2         | RCD Espanyol         |
| CF Badalona                   | 3–1         | Reial Oviedo         |
| SCR Peña Deportiva            | 0–1 (prò.)  | SD Ponferradina      |
| FC Cartagena                  | 4–1         | SD Leioa             |
| Cultural Leonesa              | 3–0         | Las Rozas CF         |
| Gimnàstic de Tarragona        | 3–1 (prò.)  | UE Olot              |
| UD Melilla                    | 1–2         | UCAM Murcia CF       |
| UD Logroñés                   | 2–1         | Marino de Luanco     |
| Mérida AD                     | 2–2 (3-2 p) | CF La Nucía          |
| Hèrcules CF                   | 0–1         | Recreativo de Huelva |
| Pontevedra CF                 | 0–2         | UD Ibiza-Eivissa     |
| UE Llagostera                 | 0–1 (prò.)  | Haro Deportivo       |
| UE Cornellà                   | 0–0 (4-5 p) | Oriola CF            |
| UD San Sebastián de los Reyes | 2–0         | Córdoba CF           |
| CF Rayo Majadahonda           | 1–0         | Racing de Ferrol     |
| UP Langreo                    | 2–3         | CD Ebro              |
| Barakaldo CF                  | 0–0 (5-3 p) | Villarrubia CF       |
| SD Amorebieta                 | 0–1         | CD Badajoz           |
| Unionistas de Salamanca CF    | 1–0         | CE Atlètic Balears   |
| Marbella FC                   | 2–1         | CD Guijuelo          |

## Segona ronda
| Local                         | Marcador     | Visitant               |
| ----------------------------- | ------------ | ---------------------- |
| Sestao River                  | 0–4          | Athletic Club          |
| Real Jaén CF                  | 1–1 (4:5 p.) | Llevant UE             |
| Real Murcia CF                | 0–4          | CD Leganés             |
| UM Escobedo                   | 0–5          | Sevilla FC             |
| CP Cacereño                   | 1–2          | SD Eibar               |
| Club Portugalete              | 0–3          | Reial Betis            |
| AD Ceuta FC                   | 0–4          | Reial Societat         |
| Zamora CF                     | 0–1          | RCD Mallorca           |
| UD Tamaraceite                | 0–1          | Granada CF             |
| Marbella FC                   | 1–1 (1:4 p.) | Real Valladolid CF     |
| Mérida AD                     | 1–4          | RC Celta de Vigo       |
| UD San Sebastián de los Reyes | 0–2          | RCD Espanyol           |
| CF Badalona                   | 2–0          | Getafe CF              |
| Oriola CF                     | 1–2          | Vila-real CF           |
| Haro Deportivo                | 1–2          | CA Osasuna             |
| CD Badajoz                    | 2–1          | UD Las Palmas          |
| Barakaldo CF                  | 0–2          | Rayo Vallecano         |
| UE Ibiza-Eivissa              | 1–1 (5:3 p.) | Albacete Balompié      |
| Cultura Leonesa               | 2–1          | SD Huesca              |
| Unionistas de Salamanca CF    | 1–1 (8:7 p.) | Deportivo de La Coruña |
| Yeclano Deportivo             | 1–2          | Elx CF                 |
| Gimnàstic de Tarragona        | 1–3          | Reial Saragossa        |
| Recreativo de Huelva          | 0–0 (5:4 p.) | CF Fuenlabrada         |
| CF Rayo Majadahonda           | 1–1 (2:4 p.) | CD Tenerife            |
| CD Ebro                       | 1–0 (pr.)    | SD Ponferradina        |
| UCAM Murcia CF                | 2–3 (pr.)    | CD Mirandés            |
| FC Cartagena                  | 2–4 (pr.)    | Girona FC              |
| UD Logroñés                   | 1–1 (4:2 p.) | Cadis CF               |

## Setzens de final
| Local                      | Marcador    | Visitant       |
| -------------------------- | ----------- | -------------- |
| CD Becerril                | 0–8         | Reial Societat |
| UE Eivissa                 | 1-2         | FC Barcelona   |
| UD Logroñés                | 0-1         | València CF    |
| Cultural Leonesa           | 2-1         | At. Madrid     |
| Unionistas de Salamanca CF | 1-3         | R. Madrid      |
| CD Ebro                    | 0-1         | CD Leganés     |
| CD Badajoz                 | 3-1         | SD Eibar       |
| CF Badalona                | 1-3         | Granada CF     |
| Recreativo de Huelva       | 2-3         | CA Osasuna     |
| Rayo Vallecano             | 2-2(4-2 p.) | Reial Betis    |
| CD Mirandés                | 2-1         | RC Celta       |
| CD Tenerife                | 2-1         | R. Valladolid  |
| Girona FC                  | 0-3         | Vila-real CF   |
| Elx CF                     | 1-1(4-5 p.) | Athletic Club  |
| Reial Saragossa            | 3-1         | RCD Mallorca   |
| Sevilla FC                 | 3-1         | Llevant UE     |
| Reial Societat             | 2-0         | RCD Espanyol   |

## Vuitens de final
| Local            | Marcador     | Visitant        |
| ---------------- | ------------ | --------------- |
| CD Badajoz       | 2–3 (pr.)    | Granada CF      |
| Cultural Leonesa | 0–0 (2:4 p.) | València CF     |
| CD Tenerife      | 3–3 (2:4 p.) | Athletic Club   |
| Reial Saragossa  | 0–4          | Reial Madrid CF |
| CD Mirandés      | 3–1          | Sevilla FC      |
| Rayo Vallecano   | 0–2          | Vila-real CF    |
| FC Barcelona     | 5–0          | CD Leganés      |
| Reial Societat   | 3–1          | CA Osasuna      |

## Quarts de final
| Local           | Marcador | Visitant       |
| --------------- | -------- | -------------- |
| Reial Madrid CF | 3–4      | Reial Societat |
| Athletic Club   | 1–0      | FC Barcelona   |
| Granada CF      | 2–1      | València CF    |
| CD Mirandés     | 4–2      | Vila-real CF   |

## Semifinals
| Equip 1        | Global   | Equip 2     | Anada | Tornada |
| -------------- | -------- | ----------- | ----- | ------- |
| Reial Societat | 3–1      | CD Mirandés | 2–1   | 1–0     |
| Athletic Club  | 2–2 (c.) | Granada CF  | 1–0   | 1–2     |

## Final
S'hauria d'haver disputat el 18 d'abril de 2020 però el partit va ser suspès per la pandèmia de coronavirus, i fou celebrat el 3 d'abril de 2021.
| 3 d'abril del 2021 | Athletic Club de Bilbao | 0-1     | Reial Societat      | Sevilla                                                 |  |
| 21:30 CET          |                         | Informe | Mikel Oyarzabal 63' | La Cartuja · 0 espectadors · Xavier Estrada Fernández · |  |